# 納文
納文（發音： /ˈnævən/）位於愛爾蘭也是米斯郡的郡治。納文的英語名稱於1971年頒布。2006年，納文市區人口共有3,166人。郊區人口則是21,141人，共計24,851人。自2002年以來，其周圍地區的人口增長了28%。2011年的人口普查，目前人口為28,559人是愛爾蘭共和國的第五大鎮。